# 1892 en Nouvelle-Écosse
Chronologie de la Nouvelle-Écosse
- 1888
- 1889
- 1890
- 1891
- 1892
- 1893
- 1894
- 1895
- 1896

Cette page concerne des événements d'actualité qui se sont produits durant l'année 1892 dans la province canadienne de la Nouvelle-Écosse.

## Politique
- Premier ministre : William S. Fielding
- Chef de l'Opposition :
- Lieutenant-gouverneur : Malachy Bowes Daly
- Législature :

## Naissances
- 18 août : Harold Rudolf Foster, dit Hal Foster (né à Halifax au Canada et mort le 25 juillet 1982 à Winter Park en Floride) est un auteur de bande dessinée canadiano-américain, créateur de Prince Vaillant (anglais : Prince Valiant).